# Jon Ossoff
Thomas Jonathan Ossoff, detto Jon (Atlanta, 16 febbraio 1987), è un politico e giornalista statunitense, senatore per lo stato della Georgia dal 2021 e attivo anche come documentarista. Ossoff è il senatore più giovane da quando è entrato in carica nel 2021 nel 117° Congresso. Inoltre, l'elezione di Ossoff, insieme a quella del collega Raphael Warnock, ha rappresentato la prima vittoria dalle elezioni del 2000 di 2 membri del Partito Democratico in Georgia nella corsa al Senato, riportando lo stato ad una rappresentanza senatoriale composta da 2 membri del Partito Democratico.

## Biografia
Dal 2013 Ossoff è amministratore delegato della Insight TWI, una società di produzione televisiva con sede a Londra che lavora con i giornalisti per creare documentari sulla corruzione in paesi stranieri. L'azienda ha prodotto alcuni documentari andati in onda sulla BBC sui crimini di guerra dell'ISIS e sugli squadroni della morte in Africa orientale e un'altra sulla Sierra Leone.
Ossoff è stato il candidato democratico alle elezioni del 2017 per il 6º distretto del Congresso della Georgia. Dopo essere arrivato primo, ma senza la maggioranza, ha perso il ballottaggio ricevendo il 48,2% dei voti contro il 51,8% della repubblicana Karen Handel.
Candidato del Partito Democratico per le elezioni del Senato degli Stati Uniti del 2020 in Georgia, in corsa contro il senatore in carica David Perdue, alle elezioni generali del 3 novembre nessuno dei due candidati ha raggiunto la soglia del 50%, innescando il ballottaggio del 5 gennaio 2021, nel quale uscirà vincitore venendo pertanto eletto come senatore dello stato della Georgia.

## Vita privata
Ossoff è sposato con Alisha Kramer, docente in ostetricia e ginecologia presso la Emory University.